# Nonadorantismus
Der Nonadorantismus (vgl. lateinisch: adoro oder adoratio ≈ Anbetung) bezeichnet eine christologische Position, nach der eine Anrufung und Anbetung Jesu Christi abgelehnt wird. Nonadorantistische Positionen finden sich insbesondere im antitrinitarischen Unitarismus. Bekannte Vertreter waren hier unter anderem Franz Davidis, Matthias Vehe-Glirius und Szymon Budny. Budny vertrat die Auffassung, dass Jesus selbst keine präexistente göttliche Natur hatte und er seine Jünger lehrte, zu Gott, jedoch nicht zu ihm selbst zu beten. Andere Unitarier, wie Marcin Czechowic, sprachen von einer Vermittlerrolle Christi beim Vater, was eine Anrufung Christi rechtfertige. Innerhalb der Polnischen Brüder standen sich so in den 1570er Jahren eine eher staatstreue nonadorantische (mit Zentrum in Litauen) und eine christozentrisch-täuferisch-pazifistische Partei (mit Zentrum in Rakau) gegenüber. Auch innerhalb der Unitarischen Kirche Siebenbürgens kam es zu einem Disput zwischen Davidis und Giorgio Biandrata, der sich dem Nonadorantismus Davidis’ nicht anschließen wollte. Bekannte Nonadorantisten aus Ungarn und Siebenbürgen waren neben Davidis zum Beispiel Miklós Bogáti Fazekas, Máté Toroczkai, Paul Karádi und György Válaszúti. Nach Davidis dürfe Jesus Christus nicht angerufen werden, da sein Reich erst nach dem Jüngsten Gericht wieder entstehen würde. György Enyedi suchte später zwischen den Parteien der Adoratio und Nonadoratio zu vermitteln, indem er den Nonadorantisten insoweit folgte, als eine Anbetung Jesu nicht zustehe, Jesus jedoch bereits in der Gegenwart Macht in Welt und Kirche ausüben würde. Einige der Nonadoranten näherten sich später der jüdischen Theologie an und bildeten die von den siebenbürgischen Unitariern zu unterscheidende Gruppe der Sabbatarier. 
Unter den auf Franz Davidis zurückgehenden Nonadorantisten in Siebenbürgen fanden sich in den 1570ern auch täuferische Einflüsse, so war die Praxis der Kindertaufe zeitweise ausgesetzt, Demeter Hunyadi bemühte sich später um die ihre Wiedereinführung. 
Nonadorantistische Positionen finden sich später auch bei James Freeman, der als einer Gründungsfiguren des nordamerikanischen Unitarismus angesehen werden kann.